# Pha-gốt
Kèn Pha-gốt hay bassoon đảm nhiệm bè trầm trong khối kèn gỗ, đầu thổi của nó là loại dăm kép (double reed) giống như sáo dọc. Nó có mặt trong dàn nhạc cùng thời với các nhóm Sáo và Ô-boa. Kích thước của nó lớn hơn rất nhiều so với các nhạc cụ cùng bộ.
Âm thanh của nó hơi tối, có thể gợi kịch tính, hoặc cũng có tính chất châm biếm, hài hước do âm sắc có pha giọng mũi.
Nhóm nhạc cụ này chỉ có hai loại: Pha-gốt thường và Pha-gốt trầm.
Kèn Pha-gốt là nhạc cụ cố định của dàn nhạc giao hưởng dù ở bất cứ biên chế lớn hay nhỏ. Nó cũng thường thấy trong các dàn nhạc jazz và nhạc opera, và hay đi cùng với sáo, ô-boa và clarinet.
Bassoon là một nhạc cụ thuộc họ hơi gỗ , chơi ở dải âm trầm và giọng nam cao.  Nó bao gồm sáu mảnh và thường được làm bằng gỗ. Nó được biết đến với tông màu đặc biệt, phạm vi rộng, tính linh hoạt và kỹ thuật điêu luyện.  Nó là một nhạc cụ không chuyển tone và thường âm nhạc của nó được viết bằng các khóa âm trầm và giọng nam cao , và đôi khi ở âm bổng.  Có hai dạng bassoon hiện đại: hệ thống Buffet (hoặc tiếng Pháp) và Heckel (hoặc tiếng Đức).  Nó thường được chơi khi ngồi bằng dây an toàn, nhưng có thể chơi khi đứng nếu người chơi có dây đai để giữ nhạc cụ. Âm thanh được tạo ra bằng cách lăn cả hai môi trên lưỡi sậy và thổi áp suất không khí trực tiếp làm cho sậy rung lên. Hệ thống ngón tay của nó có thể khá phức tạp khi so sánh với các nhạc cụ khác. Xuất hiện ở dạng hiện đại vào thế kỷ 19, bassoon nổi bật trong dàn nhạc , ban nhạc hòa nhạc và văn học âm nhạc thính phòng , đồng thời đôi khi cũng được nghe thấy trong nhạc pop, rock và jazz. Người chơi bassoon được gọi là bassoonist.